# Arnaud Geyre
Arnaud Geyre (ur. 21 kwietnia 1935 w Pau, zm. 20 lutego 2018 w Château-Thierry) – francuski kolarz szosowy, dwukrotny medalista olimpijski.

## Kariera
Największe sukcesy w karierze Arnaud Geyre osiągnął w 1956 roku, kiedy zdobył dwa medale podczas igrzysk olimpijskich w Melbourne. Wspólnie z Maurice’em Moucheraudem i Michelem Vermeulinem zwyciężył w klasyfikacji drużynowej. Ponadto w rywalizacji indywidualnej zajął drugie miejsce, ulegając jedynie Włochowi Ercole Baldiniemu, a bezpośrednio wyprzedzając Brytyjczyka Alana Jacksona. Poza igrzyskami zwyciężył między innymi w wyścigu Paryż – Auxerre w 1958 roku, Boucles du Bas-Limousin w 1959 roku oraz w klasyfikacji generalnej Tour de l'Herault w 1961 roku. W latach 1958–1963 rywalizował wśród profesjonalistów. Nigdy nie zdobył medalu na szosowych mistrzostwach świata.